# Achelia besnardi
Achelia besnardi är en havsspindelart som beskrevs av Sawaya, M.P. 1951. Achelia besnardi ingår i släktet Achelia och familjen Ammotheidae. Inga underarter finns listade i Catalogue of Life.